# Odontodynerus dauensis
Odontodynerus dauensis är en stekelart som först beskrevs av Magrett.  Odontodynerus dauensis ingår i släktet Odontodynerus och familjen Eumenidae. Inga underarter finns listade i Catalogue of Life.